# Baratol
Baratol ist ein Sprengstoff aus 25 bis 33 % TNT, Bariumnitrat sowie etwa 1 % Wachs als Bindemittel. Die Dichte beträgt 2,5 g/cm³.

## Eigenschaften und Verwendung
- Baratol hat eine Detonationsgeschwindigkeit von etwa 4900 Metern pro Sekunde.[2]
- Baratol kam unter anderem in den Sprengstofflinsen der Trinity-Bombe und von Fat Man zum Einsatz.